# تقدير دراسي (التعليم)

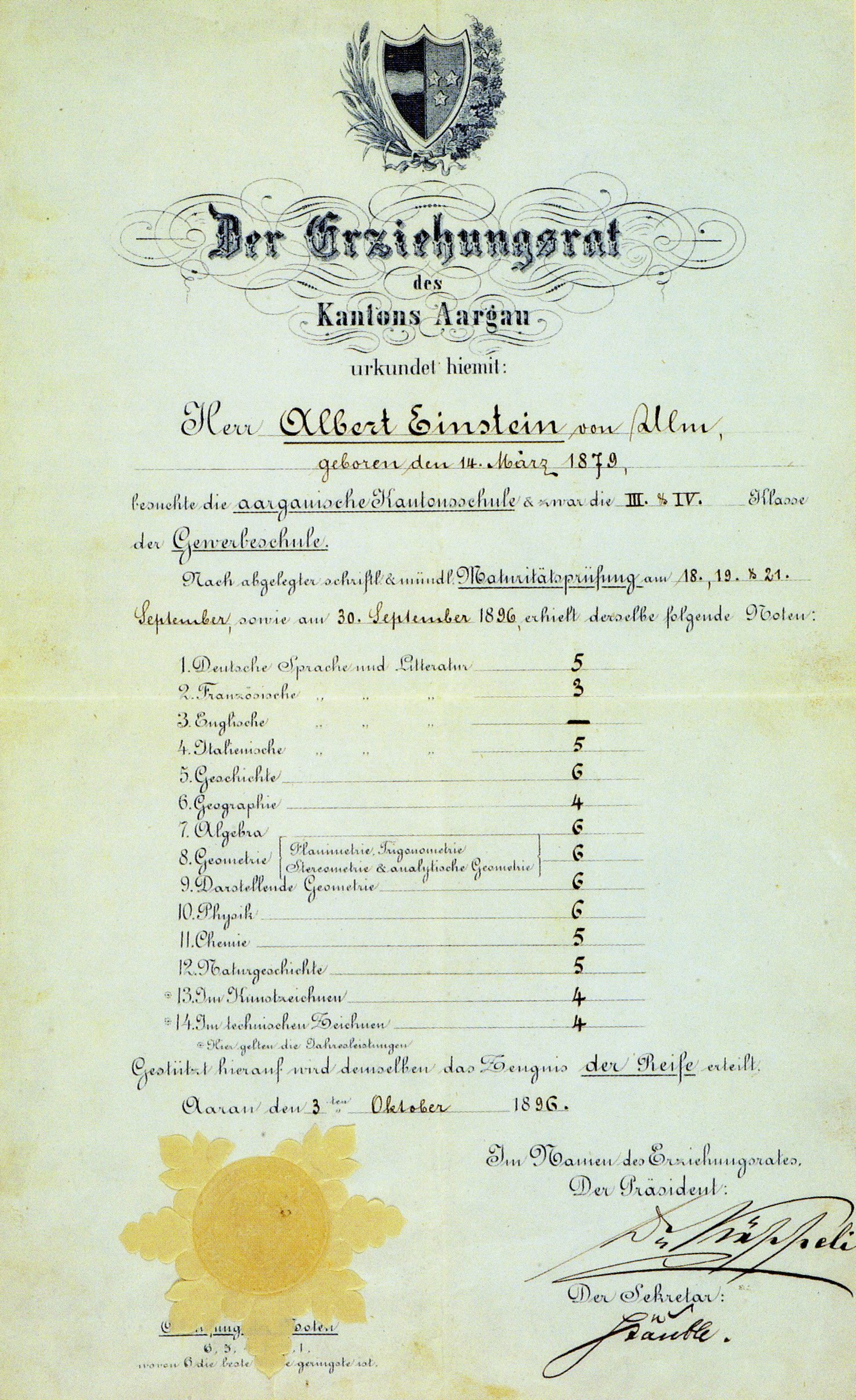

التقديرات أو الدرجات هي قياسات موحدة للمستويات المختلفة من الفهم في مادة معينة، ويُمكن أن تكون في صورة حروف (A,B,C,D,E,F)، أو أرقام (1-4)، أو وصف (ممتاز، جيد جداً، جيد، مقبول، ضعيف، إلخ)، أو نسبة مئوية 90% مثلاً، أو كما هو شائع في التعليم بعد الثانوي ويختلف المعدل التراكمي GPA من بلد لآخر تِبعاً لنظام التقويم ونظام التعليم في البلد ونظام التعليم ما قبل الجامعي والتعليم الجامعي، ويستخدم التقدير التراكمي GPA من قبل بعض الشركات والمؤسسات وأصحاب العمل لمقارنة وتقييم طالِبِي العمل.

## تاريخ التقديرات والدرجات الدراسية
تقدير ممتاز
تقدير جيد جدا
المعدل التراكمي 2:85

## النظم الدولية للتقدير
معظم الدول لديها نظم تصنيف خاصة بمدارسها. ومع ذلك، فقد أنشأت العديد من المعايير الدولية للتقدير والتقويم في الآونة الأخيرة.

### الأوروبي التراكمي للساعات المعتمدة
يعتبر النظام الأوروبي النظام الأوروبي لتحويل وتراكم الائتمان (ECTS) المعيار لمقارنة أداء الطلاب في التعليم العالي في الاتحاد الأوروبي. وتعطي تقدير معتمد للطلاب الناجحين، فالسنة الأكاديمية الواحدة تساوي 60 ساعة معتمدة في جميع البلدان بصرف النظر عن المؤهل، ويستخدم هذا النظام لتسهيل الانتقال عبر بلدان الاتحاد الأوروبي.
وللنظام الأوروبي ECTS نظام تقدير وتقييم:
| التقدير | الوصف       | النسبة المئوية |
| ------- | ----------- | -------------- |
| أ A     | جيد جداً     | 90 ٪ -100 ٪    |
| ب B     | فوق المتوسط | 80 ٪ -89 ٪     |
| ج C     | متوسط       | 70 ٪ -79 ٪     |
| د D     | دون المتوسط | 60 ٪ -69 ٪     |
| ه F     | راسب        | 0 ٪ -59 ٪      |

### البكالوريا الدولية International Baccalaureate
| المستوى | معدل التحويل التقريبي (يختلف أحيانا) |
| ------- | ------------------------------------ |
| 7       | 96-99                                |
| 6.      | 90-95                                |
| 5       | 80-90                                |
| 4       | 70-79                                |
| 3.      | 60-69                                |
| 2       | 50-59                                |
| 1       | 40-49                                |

## نظم التقدير لكل بلد

### أمريكا الشمالية

#### كندا
في كندا، يختلف معدل التقدير تبعا للمحافظة أو المقاطعة، ومستوى التعليم (مثلا مدرسة ثانوية أو جامعة)، والمعاهد ("queen`s" أو «toronto»)، والكليات المختلفة في نفس المعهد أو الجامعة (e.g., Ryerson or Université du Québec à Montréal). ويجب على العديد من التلاميذ الالتحاق على معاهد بعد الدراسة الثانوية للحصول على التقدير والشهادة، وهذه بعض نظم التقديرات في المحافظات المختلفة:

##### ألبرتا
في المدارس الثانوية الكبرى:
| التقدير | النسبة المئوية | الوصف                  | ملاحظات                                                                                        |
| ------- | -------------- | ---------------------- | ---------------------------------------------------------------------------------------------- |
| A       | 83-100         | معيار التميز           | تصاحب الشهادة المعطاة في هذه النسبة المئوية مرتبة الشرف من رابطة مدارس البرتا الثانوية الكبرى. |
| B       | 73-82          | يتجاوز المعيار المقبول |                                                                                                |
| C       | 62-72          | معيارمقبول             |                                                                                                |
| D       | 51-61          |                        |                                                                                                |
| F       | 0-50           |                        | يحول الطلاب الراسبون إلى الدبلوما.                                                             |

المعاهد الفنية وكليات ما بعد التعليم الثانوي والجامعات:
| القدير | النقاط | ملاحظات |
| ------ | ------ | --- |
| +A     | 4.0    | |
| A      | 4.0    | |
| ِ-A     | 3.7    | قد يحصل الطلاب على مرتبة الشرف في حالة الحصول على تقدير تراكمي 3.7، وفي المقابل يجب على الطلاب الحصول على شهادة التخرج أو الانتهاء من الدراسة في مدة معينة ومحددة. |
| +B     | 3.3    | |
| B      | 3.0    | |
| -B     | 2.7    | |
| +C     | 2.3    | |
| C      | 2.0    | |
| -C     | 1.7    | |
| +D     | 1.3    | |
| D      | 1.0    | الحد الأدنى للنجاح في المقرر الدراسي وقد تتطلب كليات معينة معدل أكثر للنجاح في مقرراتها.                                                                           |
| F      | 0.0    | |

وليس هناك معدل عالمي يتوافق مع أي من التقديرات السابقة في ألبرتا ويقوم الأساتذة بدراسة ومعادلة الشهادات.

##### مانيتوبا
تستخدم نظام المعدل التراكمي (GPA) 
| GPA  | النسبة المئوية | التقدير المكافئ |
| ---- | -------------- | --------------- |
| 4.5  | 90-100 ٪       | +A              |
| 4.00 | 80-89 ٪        | A               |
| 3.50 | 75-79 ٪        | +B              |
| 3.00 | 70-74 ٪        | B               |
| 2.50 | 65-69 ٪        | +C              |
| 2.00 | 60-64 ٪        | C               |
| 1.00 | 50-59 ٪        | D               |
| 0.00 | 0-49 ٪         | F               |

##### ساسكاتشوان
في جامعة ساسكاتشيوان وجامعة ريجينا يستخدم نظام التقدير المئوي (بالنسبة المئوية) ويشمل جميع الكليات والأقسام المختلفة.
| النسبة المئوية | التقدير المكافئ | الوصف                 |
| -------------- | --------------- | --------------------- |
| 90-100 ٪       | +A              | أداء متميز ومتفوق     |
| 80-89 ٪        | A               | أداء جيد جدا / ممتاز. |
| 70-79 ٪        | B               | أداء جيد/فوق المتوسط. |
| 60-69 ٪        | C               | أداء مقبول ومرضي      |
| 50-59 ٪        | D               | أداء مقبول بالكاد     |
| 0-49 ٪         | F               | أداء غير مقبول.       |

##### كولومبيا البريطانية
في جامعات كولومبيا البريطانية: F هي علامة الرسوب. الجدول التالي يبين أرقام تقريبية وأحيانا تستخدم بعض الكليات نظم مختلفة في التحويل بين التقدير بالأحرف والنسبة المئوية.
| التقدير | النسبة المئوية |
| ------- | -------------- |
| +A      | 95-100         |
| A       | 90-94          |
| -A      | 85-89          |
| +B      | 80-84          |
| B       | 75-79          |
| -B      | 70-74          |
| +C      | 65-69          |
| C       | 60-64          |
| -C      | 55-59          |
| D       | 50-54          |
| E       | 0-49 (مؤقت)    |
| F       | 0-49 (دائم)    |

##### نوفا سكوتيا، ونيوفاوندلاند ولابرادور
في معظم جامعات نوفا سكوشيا، ونيوفوندلاند ولابرادور:
| التقدير | النسبة المئوية |
| ------- | -------------- |
| +A      | 90-100         |
| A       | 83-89          |
| -A      | 80-82          |
| +B      | 75-79          |
| B       | 70-74          |
| -B      | 65-69          |
| C       | 60-64          |
| -C      | 55-59          |
| D       | 50-54          |
| F       | 0-49           |

ويعتبر F هو تقدير الرسوب الوحيد.

##### أونتاريو
في مدارس أونتاريو:
| التقدير | بالمئة  | المستوى   | المؤهل                                    |
| ------- | ------- | --------- | ----------------------------------------- |
| A       | 80-100  | المستوى 4 | أعلى المعايير الحكومية                    |
| B       | 70-79.9 | المستوى 3 | في مستوى المعايير الحكومية                |
| C       | 60-69.9 | المستوى 2 | أدناه، ولكنها تقترب من المستويات الحكومية |
| D       | 50-59.9 | المستوى 1 | أقل بكثير من المستويات الحكومية           |
| F       | 0-49.9  | --        | راسب                                      |
| R       | 0-49.9  | --        | راسب                                      |

وهناك علامات + و- في التقديرف +Aتعني 100 ٪ وهي أفضل من A، وA أفضل من -A، وهكذا، ماعدا تقديرات الرسوب F و R فليس لها + و-.
وتستخدم جامعات وكليات أونتاريو نظام تقدير مثل النظام السابق وهو متبع في الولايات المتحدة. فتستخدم بعض الكليات مقياس 4.0 والبعض الآخر 4.3 و 12.0أما جامعة وندسور فتستخدم مقياس 13.0، ولكن الفرق الوحيد بين مقياس 13 و 12 هو كيفية حساب +A و A و-A.
| التقدير | مقياس 12.0 | مقياس 4.0   |
| ------- | ---------- | ----------- |
| +A      | 12.0       | 4.00 (4.33) |
| A       | 11.0       | 4.00        |
| -A      | 10.0       | 3.67        |
| +B      | 9.0        | 3.33        |
| B       | 8.0        | 3.0         |
| -B      | 7.0        | 2.67        |
| +C      | 6.0        | 2.33        |
| C       | 5.0        | 2.00        |
| -C      | 4.0        | 1.67        |
| +D      | 3.0        | 1.33        |
| D       | 2.00       | 1.00        |
| -D      | 1.00       | .67         |

| عدد نقاط التقدير لساعة معتمدة من مقرر دراسي. | عدد نقاط التقدير لنصف معتمدة من مقرر دراسي | النسبة المئوية المكافئة |
| -------------------------------------------- | ------------------------------------------ | ----------------------- |
| A+ = 12.0                                    | A+ = 6.0                                   | 90-100                  |
| A=11.0                                       | A=5.5                                      | 85-89                   |
| A- = 10.0                                    | A-= 5.0                                    | 80-84                   |
| B+= 9.0                                      | B+= 4.5                                    | 77-79                   |
| B = 8.0                                      | B= 4.0                                     | 74-76                   |
| B- = 7.0                                     | B- = 3.5                                   | 70-73                   |
| C+ = 6.0                                     | C+ = 3.0                                   | 67-69                   |
| C = 5.0                                      | C = 2.5                                    | 64-66                   |
| C- = 4.0                                     | C -= 2.0                                   | 60-63                   |
| D+ = 3.0                                     | D+ = 1.5                                   | 57-59                   |
| D= 2.0                                       | D = 1.0                                    | 54-56                   |
| D-= 1.0                                      | D = 0.5                                    | 50-53                   |
| F= 0.0                                       | F = 0.0                                    | 0-49                    |

| نقاط التقدير | التقدير | النسبة المئوية |
| ------------ | ------- | -------------- |
| 13           | +A      | 93-100         |
| 12           | A       | 86-92.9        |
| 11           | -A      | 80-85.9        |
| 10           | +B      | 77-79.9        |
| 9.           | B       | 73-76.9        |
| 8%           | -B      | 70-72.9        |
| 7            | +C      | 67-69.9        |
| 6.           | C       | 63-66.9        |
| 5            | -C      | 60-62.9        |
| 4            | +D      | 57-59.9        |
| 3.           | D       | 53-56.9        |
| 2            | -D      | 50-52.9        |
| 1            | F       | 35-49.9        |
| 0 ?          | F       | 0-34.9         |

يرجى ملاحظة أن التحويلات السابقة قد تختلف أحيانا. وهذا رابط لجداول التحويلات المستخدمة في كلية طب اونتاريو: http://careers.mcmaster.ca/students/education-planning/virtual-resources/gpa-conversion-chart.

##### كيبيك
في جامعات كيبيك:
| التقدير | نقاط التقدير | المؤهل  |
| ------- | ------------ | ------- |
| +A      | 4.3          |         |
| A       | 4.0          | ممتاز   |
| -A      | 3.7          |         |
| +B      | 3.3          |         |
| B       | 3.0          | جيد جدا |
| -B      | 2.7          |         |
| +C      | 2.3          |         |
| C       | 2.0          | جيد     |
| -C      | 1.7          |         |
| +D      | 1.3          |         |
| D       | 1.0          | مقبول   |
| E       | 0.0          | فاشل    |

هذا المقياس يستخدم من قبل Uhttp://www.registrariat.uqam.ca/Interactif/legende.html وUQTR. في جامعة مونتريال http://www.direction.umontreal.ca/secgen/pdf/reglem/francais/sec_30/ens30_8.pdf. جامعة لافال http://www5.fsa.ulaval.ca/sgc/formation/mbalaval/courshoraireetincriptionmbalaval/pid/262 # ancre24 يستخدم على نطاق مماثل 4.33. جامعة كونكورديا وجامعة شيربروك تستخدما مقياس 4.3.
جامعة مكغيل http://www.mcgill.ca/files/student-records/transcriptskey.pdf والفنون التطبيقية http://www.direction.umontreal.ca/secgen/pdf/reglem/francais/sec_30/ens30_8.pdf تستخدم مقياس 4.0. جامعة شيربروك النطاق هو من ألف + لhttp://www.usherbrooke.ca/accueil/fileadmin/sites/accueil/documents/direction/politiques/2500-008-adm.pdf.
وأحيانا تختلف النسب المكافئة لكل تقدير ودرجات النجاح، فمثل درجة النجاح في المدرسة الثانوية وفي CEGEP هي 60%.

#### المكسيك
تستخدم المدارس المكسيكية مقياس من 0 إلى 10 لقياس مجموع الطلاب.وللتغلب على نظام الأرقام العشرية، يستخدم مقياس من 0 إلى 100 للتغلب على الكسر العشري Decimal.
والطالب الذي يفشل في مادة له فرصة الدخول في امتحان استثنائي (examen extraordinario)، ويقيّم الامتحان محتويات الفترة الكلية.وعند انتهاء الامتحان وظهور النتيجة، تصبح هذه النتيجة هي النتيجة النهائية للمادة مما يعطي فرصة النجاح للطلاب. وللطالب الذي يفشل في الامتحان الاستثنائي له فرصتين للإعادة والنجاح، ولكن إذا لم ينجح الطالب يرسب الطالب في المادة وفي بعض المدارس من المحتمل أن يرسب الطالب في السنة كلها.
بعض المدارس الخاصة (لا سيّما في المستويات العليا من التعليم) تحتاج إلى مجموع 70 للنجاح بدلاً من 60.
وغالباً ما تكون التقديرات مطلقة، وليست لفئة بعينها. فأحياناً يحصل غالبية الطلاب في الفصل على مجموع 79، ونادراً ما يختلف هذا المعدل.ويجب على طلاب السنة النهائية الحصول على مجموع 80 للتخرج.وللحصول على مرتبة الشرف يجب الحصول على معدل تراكمي 90 أو أكثر، وبعض الجامعات الخالصة تعطى الطالب الدبلومة مع مرتبة الشرف "With honors".وفي بعض الجامعات الخاصة، تختلف درجات النجاح وفقاً لطبيعة الدراسة أو الكلية (مثلاً في الهندسة أقل مجموع للنجاح هو 7.3 أما الفنون فأقل مجموع هو 8.8)

#### الولايات المتحدة
التقدير والدرجات في الولايات المتحدة:
النظام الأساسي في تقييم الطلاب في الولايات المتحدة هو نظام الخمس نقط المنفصل، ولكن هناك بعض الاختلافات.وتتجنب القليل من المدارس هذا النظام للحصول على تقييم أدق.ولا يوجد نظام موحد للتقدير في الولايات المتحدة، فهي تختلف تبعا للجامعات والمدارس، والولايات.
وتعطى التقديرات في الولايات المتحدة بالأحرف الآتية: A (أعلى تقدير، ممتاز) B (فوق المتوسط) C (متوسط) D (أقل تقدير للنجاح «مقبول») F (راسب) وبالإضافة إلى ذلك، فإن معظم المدارس تحسب معدل التقدير التراكمى للطالب GPA بتحديد رقم معين لكل حرف من الأحرف السابقة، على سبيل المثال A هو 4.0.عموما، مساواة في المدارس الأمريكية ومع القيمة العددية لل4.0.
وتختلف درجة النجاح المطلوبة في المقررات الدراسية من مدرسة لأخرى.والمقياس الشائع والعام للتقدير والتقويم هو التالي:
| التقدير | النسبة المئوية | معدل التقدير بالنقاط GPA |
| ------- | -------------- | ------------------------ |
| A       | 90-100         | 3.5-4.0                  |
| B       | 80-89          | 2.5-3.49                 |
| C       | 70-79          | 1.5-2.49                 |
| D       | 60-69          | 1.0-1.49                 |
| F       | 0—59           | 0.0                      |

ويختلف تقدير الرسوب F أو E حسب الزمن والجغرافيا، ففى بعض الولايات ولكنها ليست كثيرة، تستخدم التقدير E منذ الحرب العالمية الثانية، أما الأغلبية فتستخدم التقدير F.وهناك حرف آخر لتقدير الرسوب وهو U ويعنى "unsatisfactory" (غير مرضى).وفي السنوات الأخيرة بدات بعض المدارس في استخدام الحرف N كتقدير رسوب وهو يعنى "No Credit".
وغالبا ما تستخدم متغيرات لوني (+ و-) في التقديرات. ففى نظام التقدير بمقياس المائة نقطة (100 point scale)، تعين قيمة حرف التقدير الأساسي بالرقم 5، وتعين قيمة العلامة + بالرقم 9، وتعين قيمة العلامة - بالرقم 0 ؛ وبالتالى فإن مثلا من 80 إلى 83 هي -B، ومن 84 إلى 86 هي B، ومن 87 إلى 89 هي +B.وفي نظام التقدير بمقياس ال 4.0 العشرى، فإن العدد الصحيح Integer هو حرف التقدير الأساسي، وعلامة + تبدأ من (X.333) «وتتكرر» إلى (X.30) أعلى الرقم الصحيح Integer.وعلامة - تبدأ من (X.666) «وتتكرر» إلى (X.70) أدنى الرقم الصحيح Integer.وبالتالى فإن: B=3.0،B+=3.3,B-=2.7.
أما حرف التقدير A فغالبا ما يعامل معاملة خاصة، ففي معظم المدارس الاميركية، تعتبر 4.00 هي أعلى GPA يمكن للطالب تحقيقه.ولذا فإن الِA تساوى 4.0.وبالنسبة ل +A، فإن معظم المدارس ما زالت تساوى ب 4.0 كالحرف A لتفادى الانحراف عن نظام ال 4.0 الأساسي.ولذا فتعتبر العلامة +A علامة تميز لا تؤثر على ال GPA للطالب، وعلى الرغم من ذلك هناك القليل من المدارس تعين قيمة ال +A ب 4.33.
وفي الكثير من المدارس الثانوية الأمريكية، يمكن للطالب الحصول على مجموع أكبر من 4.0 في حالة الحصول على مقررات متقدمة، مراكز متقدمة، مراتب شرف، أو الحصول على درجة البكالوريا الدولية (على سبيل المثال، ال A العادية تساوى 4 نقاط أما الحصول على A في المقررات المتقدمة من الممكن أن يساوى 4.5 أو 5).
وهناك جدال دائم حول كيفية تعامل الكليات مع تقديرات الطلاب في المدارس الثانوية، لأن التقدير في جزء من البلد من الممكن ألا يكافئ تقدير في جزء آخر.وبعبارة أخرى، قد تساوى A من 90-100 في مكان ما، و94-100 في مكان آخر. وفي المدارس المتوسطة والثانوية التي لا تستخدم نظام الاعتماد الأكاديمي Academic Credit، يُحْتَسَب المعدل التراكمي من خلال حساب متوسط جميع التقديرات. أما الكليات والجامعات التي تستخدم التقييم المنفصل، يحسب المعدل التراكمى بضرب القيم الكمية للمقررات المتشابهة correlative، والقسمة على المجموع الكلى.
على سبيل المثال:
| المقرر              | الأرصدة Credits | التقدير | النقاط         |
| اللغات 101          | 3               | A       | 3 × 4.0 = 12.0 |
| البيولوجيا 102      | 4               | +B      | 4 × 3.3 = 13.2 |
| التاريخ 103         | 3               | -B      | 3 × 2.7 = 8.1  |
| التربية البدنية 104 | 1               | C       | 1 × 2.0 = 2.0  |

- مجموع الأرصدة Total Credits=11
- مجموع النقاط: 35.3
- المتوسط == 35.3/11 ==3.209 (تحت +B قليلا)

وفي نظم التقدير الأساسية، توضع المعايير الأساسية بواسطة لجنة مستندة على قواعد وأساسيات التقدير والتقييم، والتي تحدد المعيار الأساسي وما هو أعلاه وما هو أدناه. والمقصود بهذا المعيار الأساسي أن يكوون أداء الطالب مرتفع وعلى مستوى عالمي، ويجب أن يكون في مستوى أي طالب بغض النظر عن قدراته أو نوع المقرر الدراسي، ومع هذا فإن هذه المعايير الموضوعة بواسطة اللجنة لا تستند إلى أي معايير دولية أخرى. وتعطى المستويات المختلفة أرقام ما بين الصفر والأربعة، وتقيم المقررات على حسب المحتوى. ولأن التقييم لا يبنى على منحنى توزيع، فإن من الممكن تحقيق توزيع للتقديرات يناسب جميع الطلاب ويقابل المعايير الموضوعة.وعمليا فإن تقدير وتقييم الطلاب عادة ما يكون أقل سخاء وأكثر صرامة من نظام التقدير بالحروف الأساسي.ففى بعض الولايات مثل واشنطن نصف الطلاب يحصلون على تقييم أقل من العادى في مادة الرياضيات.
وفي بعض المدارس الثانوية العامة يجب على الطالب الحصول على 3.0 GPA أو أعلى للانتقال للصف الدراسى التالي.ويرسب الطالب إذا حصل على أي تقدير أقل من 3.0 (وهناك بعض أسباب الرسوب الأخرى كالغياب عن المدرسة 20 يوم).

### أمريكا الجنوبية

#### الأرجنتين
في الأرجنتين يحتسب المعدل التراكمى GPA مرتين في الشهر، أو في الفصل الدراسي الواحد أو في السنة. وعادة، تتراوح الدرجات ما بين 1 و 10. وأقل درجة للنجاح هي 60% والتي تماثل 4 في الجامعات و6 في المدارس الثانوية (بعض المدارس قد تتطلب 70 ٪).
وتبعا لكل جامعة يتطلب القبول:
- النجاح في امتحان على الحد الأدنى من المعرفة (والذي يتشمل الكيمياء، والرياضيات وغيرها من المواضيع) ويسمى "Examen de Ingreso".
- والمقرر الدراسى للسنة الواحدة يسمى "Ciclo Básico Común". (فقط لجامعة بيونس آيرس).
- تقدير 60 ٪ أو 70 ٪ في المدرسة الثانوية.
- وغيرهما.

#### البرازيل
في البرازيل يعرف ال GPA ب (Coeficiente de Rendimento) ويُحْتَسَب كل شهرين، أو مرة في الفصل الدراسي أو مرة في السنة (عادة ما يحتسب مرة كل فصل دراسي، وأحيانا مرة في السنة، وغالبا مرة كل شهرين). عادة، تتراوح الدرجات بين 0 و 10. وأقل درجة للنجاح تتراوح ما بين 5.0 (غالبا ما تستخدم) و 6.0 أو 7.0. ولا يدخل ال GPA في شروط القبول بالجامعات الحكومية (تمولها الدولة والدراسة مجانا، وهي عموما أفضل المؤسسات في البلد)، ولكن يدخل في شروط القبول بالجامعات الخاصة. وبالنسبة للجامعات الحكومية والجامعات الخاصة، فإن الطريقة النموذجية للتقييم هي امتحان محدد يوضع في كل جامعة ويعرف باسم «الدهليز» (vestibular). وهناك بعض الوسائل الأخرى التي تُسْتَخْدَمُ من أجل تعزيز درجة الطالب، مثل ENEM (Exame Nacional do Ensino Médio - National High School Standardized Exam) أو PAS (Programa de Avaliação Seriada - Continuous Evaluation Program) وفقا لاختيار كل جامعة.

#### تشيلي
في شيلي تتراوج الدرجات ما بين 1.0 إلى 7.0 مع رقم عشري واحد، والحد الأدنى للنجاح هو 4.0.

#### باراغواي
تتفاوت الدرجات من 1 إلى 5، حيث 5 هي الحد الأقصى والأدنى 1.

#### أوروجواي
الحصول على التقديرات العليا في أورجواي أمر صعب جدا، تتفاوت الدرجات من 1 إلى 12. رقم 1 هو أدنى و 12 هو أعلى. لاجتياز الامتحان تحتاج 6 من أصل 12 في المدارس الثانوية والجامعات (إذا كانت الجامعات الخاصة)، و 3 من أصل 12 في حالة الجامعات الحكومية. ودرجة النجاح في الجامعات الخاصة وهي ال6 ودرجة النجاح في الجامعات الحكومية وهي 3 ودرجة النجاح في المدارس الثانوية وهي 6، جميعها تعنى أن الطالب حاصل على نسبة مئوية 60% في الامتحان.

#### بيرو
تتراوح الدرجات في بيرو (اختلافا عن بقية البلدان) ما بين 0 إلى 20، ودرجة النجاح هي 11 في جميع المدارس والجامعات تقريبا (وهي 10 في القليل من الجامعات). وفي مرحلة رياض الأطفال فإن التقديرات تتراوح ما بين F و+A وفق النظام الأمريكي.

### آسيا

#### المملكة العربية السعودية
تتشابه نظم التقدير والدرجات في الجامعات والمدارس السعودية مع الولايات المتحدة الأمريكية إلا في الطريقة التي يوصف بها التقدير وتختلف تسمية التقدير في السعودية عن الولايات المتحدة.
| التقدير | النسبة المئوية | قيمة ال GPA | قيمة ال GPA في جامعات أخرى |
| ------- | -------------- | ----------- | -------------------------- |
| ممتاز   | 90-100         | 3.5-4.0     | 4.5-5.0                    |
| جيد جدا | 80-89          | 2.5-3.49    | 3.75-4.49                  |
| جيد     | 79-65          | 1.5-2.49    | 2.75-3.74                  |
| مقبول   | 64-50          | 1.0-1.49    | 2.0-2.74                   |
| ضعيف    | 0—50           | 0.0         | 1.0                        |

لمزيد من المعلومات، انظر: Education in saudi arabia

#### هونغ كونغ
في هونغ كونغ، يستخدم نظام ال GPA في الجامعات.
| التقدير | GPA  |
| ------- | ---- |
| +A      | 4,30 |
| A       | 4.00 |
| -A      | 3.70 |
| +B      | 3,30 |
| B       | 3.00 |
| -B      | 2.70 |
| +C      | 2,30 |
| C       | 2.00 |
| -C      | 1.70 |
| +C      | 1.30 |
| D       | 1.00 |
| F       | 0.00 |

وبعض الجامعات لا تقيم بالعلامة + A، أو تعين ال +A ب 4.0، بحيث يكون أقصى معدل هو4.00 بدلا من 4.30. وتستخدم بعض الجامعات نظام 12 نقطة يسمى "CGA" بدلا من هذا النظام  وبعض الجامعات لا تقيم بعلامة الناقص - (i.e., no A-, B-, C-) والنقاط المكافئة للتقديرات هي: A+=4.5 B+=3.5 C+=2.5 D+=1.5

#### روسيا ورابطة الدول المستقلة (من دون مولدوفا وأوكرانيا وبيلاروسيا)
في روسيا والمجر والكثير من بلدان الاتحاد السوفيتى (ماعد مولدوفا التي تحلولت إلى النظام الرومانى) وفي بعض بلدان الكتلة الشرقية يستخدم نظام الخمس نقاط:
- 5: جيد جدا أو ممتاز، (أفضل درجة ممكنة)الشهادة تكون باللون الاحمر للامتياز.
- 4: جيد جدا (فوق المتوسط) الشهادة تكون باللون الازرق (أي جيدجدا فما دون)
- 3: مرضية، وأحيانا تترجم إلى الإنكليزية Fair (أقل درجة نجاح)
- 2: غير مرضية (راسب)
- 1: ضعيف (أدنى درجة ممكنة وأدنى درجات الرسوب)

غالبا ما تستخدم ال + وال - لإضافة قدر من التمايز بين الدرجات، على سبيل المثال: 4+ أفضل من 4 ولكن أٌقل من -5 ويختلف التقدير والتقييم اختلافا كبيرا من مدرسة لأخرى ومن جامعة لأخرى، وحتى من لمعلم آخر، وتميل إلى أن تكون غير موضوعية وذاتية، حتى بالنسبة للمواد المباشرة ذات طبيعة التقييم الموضوعى بدرجات محددة، مثل الرياضيات والعلوم التطبيقية. وعلى الرغم من أن نظاق الدرجات من 1 إلى 5، فإن درجة 1 غير شائعة ونادرة ما تعطى لأسباب أكاديمية، وتعنى درجة 2 أن الطالب أظهر معرفة قليلة جدا بالموضوع (في روسيا وأوكرانيا، ولكن ليس في المجر).
قد يكون من الجدير بالذكر أن درجة 1 هي درجة غريبة نوعا مافي المدارس الروسية، ولكنها موجودة رسميا. والدرات المستخدمة غالبا هي من 2 إلى 5، أما علامات + و- فنادرا ما تستخدم في المدارس المتوسطة، وتقريبا لا تستخدم في الكليات أو الجامعات نهائيا. وبعض المؤسسات والمدرسين (باستثناءالروس)، لاتعمل بنظم أكير من نظام ال خمس نقاط، ولكن هذه النظم لا تعترف بها الدولة ومن ثم فأنها تتطلب التحويل للاستعمال الرسمي.
ومن الضروري أن نفهم أنه، في الجامعات الروسية، جميع المقررات الدراسية إجبارية. ولا توجد مقررات اختيارية بالمعنى الوارد في النظام الغربي متاحة في روسيا. ومع ذلك، توجد أحيانا وبصورة نادرة جدا في بعض الجامعات مقررات غير إجبارية ولكنها ليست خاضعة للتقييم والتقدير. ومقررات من هذا القبيل يمكن أن تفسر على أنها اختيارية إضافية، لأنها ليست إلزامية، لا تسهم في تحقيق درجة، ولا تذكر في شهادة التخرج. ومع ذلك، فإن التقدير «حضر» (Attended) يعطى للطالب إذا استوفى شروط الحضور والالتحاق.
ومعظم المواد تقييم ب «ناجح/غير ناجح» وتسمى (zach`ot/nezach`ot) والباقى يقييم بالدرجات. درجة «ناجح/غير ناجح» ليس لها تمثيل بالأرقام أو بالدرجات. فهي تعنى أن إما للطالب معرفة جيدة أو ضئيلة بالمادة. وكل جامعة تطبق معاييرها الخاصة في تحديد مستوى المعرفة المطلوب للنجاح في المقرر الدراسي، ويجب على جميع الطلاب في روسيا النجاح في كل المواد للتخرج.
ونظرا لتعدد طرق ترجمة كلمة "zachet" من اللغة الروسية إلى اللغة الإنكليزية (فيمكن ترجمتها ب "credit" or "pass") فإن هذا النوع من التقييم هو مصدر مشاكل للطلاب الروس المتقدمين للجامعات الغربية. فهذه التقديرات قد تسبب نوعا من الخلط على الجامعات الغربية، وتجعل من الصعب حساب المعدل التراكمى للطلاب GPA بشكل صحيح وبمعايير النظم الغربية.
وفي السنوات الأخيرة الماضية، بدأت بعض من هذه البلدان (باستثناء روسيا) في تنفيذ نظام الدرجات التالية:
| النظام الجديد | النظام القديم |
| ------------- | ------------- |
| 12            | 5+            |
| 11            | 5             |
| 10            | 5-            |
| 9.            | 4+            |
| 8%            | 4             |
| 7             | 4-            |
| 6.            | 3+            |
| 5             | 3.            |
| 4             | 3-            |
| 3.            | 2             |
| 2             | 1             |
| 1             | الفشل التام   |

#### سلطنة عمان والإمارات العربية المتحدة
تتشابه نظم التقدير والدرجات في سلطنة عمان والإمارات العربية المتحدة مع النظام الأمريكي.

#### آخرون
- الصين
- الهند

في الهند، عادة ما تعطى التقديرات في صورة النسبة المئوية لحفيز الطلاب على التفوق، وعلى الرغم من أنها تمثل ضغط إضافى على الطلاب. ولكن المدارس غالبا ما تعطى تقديرات في الصفوف الأولية في المراحل الابتدائية. ولكن في الصفوف العليا، تختلف هذه النسب، وتحتوى الشهادة الدراسية التي يحصل عليها الطالب على تقديرات الطالب في كل مادة.
وتستخدم الكليات نظام النسبة المئوية أو تختار أحيانا العديد منها نظام ال GPA.
ولكن في الغالب، فإن نظام النسب المئوية هو المستخدم. وللكثير من المدارس وإلى الصف 12 فإن نسبة 90% هي نسبة تدل على تميز الطالب، بينما في بعض المقررات يصبح الحصول على مجموع 65% أمر صعب جدا، لذا فإن التقدير يختلف تبعا للمقرر والجامعة التي يدرس فيها الطالب.
- إندونيسيا
- إيران
- إسرائيل
- اليابان،
- كوريا
- نيبال
- باكستان
- الفلبينيون
- سنغافورة
- فيتنام

### أوروبا

#### ألبانيا
في ألبانيا، تتراوح الدرجات من 1 (وأحيانا 0) إلى 10، وتستخدم بعض المدارس الرقم العشرى (ما يصل إلى مائة أرقام) والبعض الآخر يستخدم لأرقام الصحيحة Integrs.
| الدرجة    | التقدير |
| --------- | ------- |
| 10.00     | الممتاز |
| 8.00-9.99 | جيد جدا |
| 6.00-7.99 | جيد     |
| 5.00-5.99 | كافى    |
| 0.00-4.99 | غير كاف |

ونظام الامتحانات في السنة الدراسية هو امتحانان في الفصلين الدراسين وامتحان نهائى. ويشمل الامتحان النهائي منهج السنة كلها، في حين أن امتحانات نصف العام عادة ما تشمل مقرر الفصل الدراسى الواحد. وفي بعض المدارس، إذا كان متوسط الدرجة لامتحانات الفصلين الدراسيين الاثنين يساوي أو يفوق 7.00، فإن الطالب يعتبر ناجحا بدون الخول في الامتحان النهائى. (ويسمح بعض المعلمون بنجاح الطلاب الحاصلون على متوسط 6.5، وفقا لأداء الطلاب في الفصل خلال السنة الدراسية)، أما الحصول على مجموع أقل من 4.0 فيعنى رسوب الطالب ولا يسمح للطلاب الحاصلون على هذا المجموع بدخول الامتحان النهائى. «أي أن الطالب الحاصل على مجموع من 4 إلى 7 يدخل امتحانات الفصول الدراسية والامتحان النهائى، والحاصل على أكثر من 7 يكتفى بدخوله امتحانات الفصول الدراسية، والطالب الحاصل على أقل من 4 يعتبر راسبا ولا يدخل الامتحان النهائى» (تعليق توضيحى من المترجم)
وتنقسم السنة الدراسية في المدرسة الثانوية إلى ثلاث فصول دراسية. ويحتاج الطالب إلى الحصول على متوسط 6 في الثلاث فصول لتجنب الدخول في الامتحان النهائى للنجاح.وفي حالة الحصول على معدل أقل من 6 في الفصل الثالث، يجب على الطالب الدخول ف الامتحان النهائى بغض النظر عن متوسط الثلاث فصول.ويعتبر هذا الموضوع مثيرا للجدل، بسبب أن الفصل الثالث ليس أكثر أهمية من الفصلين الأولين، ومن ناحية أخرى فإن هذه القواعد تشجع الطالب الحاصل على مجموع كبير في الفصلين الدراسين الأولين إلى بذل مجهود في الفصل الأخير.

#### بلغاريا
في بلغاريا، تستخدم المدارس هذا إلى المقياس التالي:
| 6. | Отличен     | ممتازة، أفضل درجة ممكنة.     |
| 5  | Много добър | جيد جدا، ثاني مرتبة.         |
| 4  | Добър       | جيد، متوسط                   |
| 3. | Среден      | {0 مقبول{/0}، أقل درجة نجاح. |
| 2  | Слаб        | ضعيف، درجة الرسوب.           |

ويستخدم علامتين عشريتين في التقديرات مثل: ضعيف (2.50) ممتاز (5.75)وتتراوح الدرجات بين 2 إلى 6 والدرجات أقل من 3 تعتبر درجات رسوب.
ويمكن مساواة النظام البلغارى بالنظام الأمريكي بصورة تقريبية كما يلى: ِِA=6 B=5 C=4 D=3 F=2
والصيغة الرياضية المستخدمة في حساب التقدير في المدارس البلغارية هي التالية: التقدير = (6*عدد الاجابات الصحيحة)/عدد الأسئلة.
وبهذه الطريقة نأخذ مثال على طالب جاوب على 7 أسئلة من 10، إن الدرجة هي (6*7)/10=4.20، وتقدر درجة هذا الطالب ب جيد.

#### الدنمارك
والمقياس الحالى syv-trins-skalaen (مقياس السبع الخطوات)، استحدث عام 2007 بدلا من النظام القديم 13-skalaen (مقياس 13). وهذا النظام الجديد متوافق مع نظام ECTS.
ويتكون Syv-trins-skalaen من سبع تقديرات مختلفة من -3 إلى 12.
| التقدير | الوصف           | الوصف                | مقياس 13 المكافئ | مقياس 13 المكافئ | مقياس 13 المكافئ | النظام الأوروبي ECTS المكافئ |
| ------- | --------------- | -------------------- | ---------------- | ---------------- | ---------------- | ---------------------------- |
| 3-      | غير كافية تماما | غير كافية تماما      | 00               | 00               | 00               | F                            |
| 00      | غير كافية       | غير كافية            | 3-5              | 3-5              | 3-5              | Fx                           |
| 2       | كاف             | الحد الأدنى للنجاح   | 6                | 6                | 6                | E                            |
| 4       | فير (fair)      | أقل قليلا من المتوسط | 7                | 7                | 7                | D                            |
| 7       | جيد             | متوسط                | 8 و 9            | 8 و 9            | 8 و 9            | C                            |
| 10      | ممتاز           | ثاني مرتبة           | 10               | 10               | 10               | B                            |
| 12      | أكثر من ممتاز   | أول مرتبة للنجاح     | 11 & 13          | 11 & 13          | 11 & 13          | A                            |

ويبقى النظام الجديد هو نظام مطلق.

#### ألمانيا
في ألمانيا، تستخدم درجات التقدير من 1 (الأفضل) إلى 6 (الأسوأ).وفي الفصول النهائية في المدارس الألمانية الثانوية Gymnasium school هناك نظام نقاط من 15 نقطة 15 هي أعلى تقدير و 0 وهو أوء تقدير.

#### أيسلندا
في آيسلندا، درجات التقدير من 0 إلى 10، ومن الشائع أيضا التقدير بالنسبة المئوية.

#### هولندا
في هولندا تتراوح درجات التقدير بين 1 إلى 10، ويعتبر 1 هو الأسوأ و10 الأفضل.ويمكن أن نرى النظام بالنسب المئوية (1 يعنى 0% و10 يعنى 100 %)وقلما تعطى التقديرات 9 أو 10، ويستخدم كسر عشرى واحد أو اثنين، وتعنى + وال- ربع درجة وتتحول إلى 0.8 أو 0.3 إذا ما استخدم رقم عشرى واحد)وبالتالى فإت درجة 6.75 أو 6.8 يمكن أن تكتب ك -7، و 7.25 أو 7.3 يمكن أن تكتب 7+.
ودرجة النجاح هي 5.5 أما 5.4 وأقل فهي درجات الرسوب.ولو لم تستخدم علامات عشرية فإن 6 فما فوق هي درجات النجاح، و 5 فأقل درجات فشل.وتقريبا، إذا حصل الطالب على 5.5 (ناجح) فإن الطالب حل 66.67% من الامتحان بصورة صحيحة.
وبعض الطلاب الحاصلون على متوسط 8.25 أو أكثر يمكنهم الحصول على تسمية "Cum Laude" التي تماثل في ألمانيا الحصول على "Magna cum Laude".
ومقياس الدرجات مع التقديرات:
| التقدير | المؤهل                |
| ------- | --------------------- |
| 10      | ممتاز                 |
| 9       | جيد جدا               |
| 8       | جيد                   |
| 7       | أكثر من كافية         |
| 6       | كافية                 |
| 5       | كافية بالكاد          |
| 4       | غير كاف               |
| 3       | غير كافيا على الإطلاق |
| 2       | ضعيف                  |
| 1       | ضعيف جدا              |

#### الدرجات الأكاديمية الأوروبية
تضع معظم البلدان الأوروبية- باستثناء ليشتينسين Liechtenstein التي تستخدم النظام السويسرى ومالدوفا التي تستخدم النظام الرومانى-معاييرها الخاصة في الحصول على الدرجات الأكاديمية.وتتضمن معظم عناصر التقدير أداء الطلاب على مقاييس النجاح والفشل، من الفهم أو عدم الفهم.
النمسا، بنغلاديش، بلجيكا، البوسنة والهرسك، كرواتيا، الجمهورية التشيكية، فنلندا، فرنسا، ألمانيا، اليونان، المجر، إيطاليا، لاتفيا، ليتوانيا، لوكسمبورغ، النرويج، بولندا، البرتغال، رومانيا، صربيا، سلوفاكيا، سلوفينيا، إسبانيا، السويد، سويسرا، أوكرانيا، المملكة المتحدة

### أوقيانوسيا

#### (أستراليا)
تلجأ المدارس الابتدائية والثانوية إلى نظام شائع في المتابعة والتقييم.والتعليم هو مسؤوولية الولايات في أستراليا.وفي عام 2005 استحدثت الحكومة الفيدرالية نظام جامعى للتقييم والمتابعة، وعلى جميع الولايات الالتزام بها.وهذا هو نظام التقدير المتبع:
| A | 90 ٪ وما فوق (ممتاز)     | الفرقة 6 |
| B | 80-89 ٪ (جيد)            | الفرقة 5 |
| C | 70-79 ٪ (متوسط)          | الفرقة 4 |
| D | 60-69 ٪ (أقل من المتوسط) | الفرقة 3 |
| E | 40 ٪ -- 59 ٪ (غير مقبول) | الفرقة2  |
| F | 40 ٪ وتحت (الفشل)        | الفرقة 1 |

| التقدير | النسبة المئوية |
| ------- | -------------- |
| A       | 93 - أعلاه     |
| B       | 92-83          |
| C       | 82-73          |
| D       | 72-63          |
| E       | 62 - أدناه     |

بعض (ولكن ليس كل) مؤسسات التعليم العالي الأسترالية تستخدم نظام مشابه:
| HD | 85 ٪ وما فوق (أعلى الممتاز)  |
| D  | 75-84 ٪ (ممتاز)              |
| Cr | 65-74 ٪ (جيد)                |
| د  | 50-64 ٪ (ناجح)               |
| F1 | 45-49 ٪ (فاشل المستوى 1)     |
| F2 | أقل من 45 ٪ (فاشل المستوى 2) |

وتستخدم بعض المقررات عبارة Non-Graded Pass (NGP) و Non-Graded Fail (F)ومع ذلك، ربما في بعض الجامعات، يمكن أن يعطى الطالب تقدير F1 وينجح وتكون النسبة 53-55.
وعادة لا تستخدم نقاط التقدير في أستراليا إلى في مستوى تعليم عالي.فهي تحسب وفقا لصيغة أكثر تعقيدا من بعض الدول الأخرى:
Grade Point Average (GPA) = Sum of (grade points × course unit values) / total number of credi وهذه هي التقديرات المكافئة للنقاط:
- عالية التميز = 7
- ممتاز = 6
- جيد = 5
- مقبول = 4
- فاشل المستوى 1 = 1
- فاشل المستوى 2 = 0

في بعض الجامعات مثل جامعة التكنولوجيا، سيدني، أو جامعة موناش، ملبورن، يحسب GPA من 4، حيث 4.0 = أ امتياز عالية ؛ 3.0 هو امتياز، هو 2.0 جيد، و 1.0 ناجح. وفي بعض الكليات، كالقانون، يمكن التخرج مع مرتبة الشرف ب GPA أقل من 2.5.
ويستخدم مصطلح course unit values للتفرقة بين وزن المقررات الدراسية، مثلا مقرر دراسى لسنة كاملة، مقرر دراسى لفصل دراسى واحد.
يختلف نظام التخرج من المدارس الثانوية من ولاية لأخرى.على سبيل المثال، في نيو ساوث ويلز، الUAI (Universities Admissions Index يحدد هذه الشروط.فالأماكن المدعومة بواسطة الحكومة تعطى للطلاب الذين يحققون مستوى أعلى من UAI>ومثال على ذلك فال UAI المطلوب لدراسة الهندسة المدنية بجامعة جنوب ويلز الجديدة هو 85.وتحدد قيمة ال UAI الموازية لدرجة الطالب بواسطة ولاية جنوب ويلز الجديدة.
على النقيض من ذلك، في ولاية كوينزلاند، يمنج الخرجين من السنة 12 OP بين 1 و 25، و 1 هي أعلى درجة، وال OP يعين بواسطة الاختبارات الآتية: 1-اختبار السنة 12 2-اختبار السنة 11 3- اختبار الQCS ([Queensland Core Skills])

## وصلات خارجية
- حساب المعدل التراكمي
- التقييمات المعدلية
- حاسبة GPa
- Online US Collegiate GPA Calculator
- الذي بلغه أون لاين معدله Conversionguide
- ECTS grading scale in Italy
- Centre, open source student information system with integrated flexible gradebook
- Hungarian ECTS Guide for academic year 2006/2007 (in English)
- Online Grading - Article by Campus Technology e-Magazine